# Joey Beltram
Joey Beltram (New York, 6 novembre 1971) è un disc jockey e produttore discografico statunitense.
Viene considerato uno dei massimi esponenti della scena acid e techno del Belgio.

## Biografia
Nato e cresciuto nel Queens, a New York, iniziò a registrare musica techno per l'etichetta Transmat di Derrick May e tracce in collaborazione con Mundo Muzique e Richie Hawtin. Nel 1990, prima di compiere vent'anni, Beltram pubblicò il singolo Energy Flash, considerato da Simon Reynolds la più grande traccia techno mai realizzata. Esercitò un impatto ancora maggiore la seguente Mentasm, pubblicata come Second Phase, che viene considerata una pietra miliare della hardcore belga, tedesca e olandese. Il brano ispirò artisti come 4hero, Doc Scott e Rufige Kru. Secondo le parole di Beltram, sia Energy Flash che Mentasm erano tentativi di «rendere la musica più veloce». Nel 1994 pubblicò l'album da solista Aonox, che mostra un interesse dell'artista verso la house e l'ambient. Più tardi uscirono Places (1995), che torna alla techno minimale e Close Grind (1996).

## Discografia parziale

### Album in studio
- 1994 – Aonox
- 1995 – Places
- 1996 – Close Grind

### Singoli
- 1990 – Energy Flash
- 1991 – Mentasm (come Second Phase)
- 1993 – Dance Generator
- 1994 – Aonox
- 1995 – Places
- 2004 – The Rising Sun